# Пузыревский сельский совет (Семёновский район)
Пузыревский сельский совет (укр. Пузирівська сільська рада) — входит в состав
Семёновского района
Полтавской области
Украины.
Административный центр сельского совета находится в 
с. Пузыри.

## Населённые пункты совета
- с. Пузыри
- с. Бурбино
- с. Василяки
- с. Лукашовка
- с. Строкачи

## Ликвидированные населённые пункты совета
- с. Черевки